# Kaschlan
Kaschlan, Kastellan oder Kurrhahn ist ein einfaches Kartenspiel, das eng zur Kategorie von ähnlichen Spielen wie Durak oder Hund gehört. Es ist für zwei bis fünf Spieler ausgerichtet. Man benötigt dazu ein Skatblatt.

## Herkunft
Die Herkunft ist nicht ganz geklärt, wahrscheinlich kommt das Spiel ursprünglich aus Ostpreußen. Laut Frischbier war es ein beliebtes preußisches Kartenspiel unter Kindern und Frauen (z. B. in Danzig, wo man es Kurrhahn nannte).

## Spielregeln

### Spielvorbereitung
Die Karten werden gut gemischt und an die Mitspieler verteilt. Jeder bekommt fünf Karten. Die restlichen Karten bilden den Kartenstapel, der in die Mitte des Spieltisches gelegt wird. Hiervon wird die oberste Karte aufgedeckt. Diese Karte zeigt an, welche Farbe in dieser Runde Trumpf ist. Die Spieler dürfen nun ihre Karten aufnehmen, und das Spiel kann beginnen.

### Das Spiel
Der Spieler links vom Kartengeber beginnt. Er (der Geber) spielt mit seinem linken Nachbarn (dem Nehmer). Der Geber legt dem Nehmer eine oder mehrere gleichwertige Karten (z. B. Zehnen oder Könige) vor. Ab zwei gleichwertigen Karten darf eine weitere beliebige Karte als "Kutscher" dazugelegt werden. Es dürfen aber nie mehr Karten vorgelegt werden als der Nehmer auf der Hand hat. Sogleich füllt der Geber sein Blatt soweit vom Kartenstapel auf, so dass er mindestens fünf Karten hält. Wenn ein anderer Spieler ebenfalls Karten der Sorte besitzt, die auf dem Tisch liegen, darf er sie dazulegen und füllt dann ebenfalls auf fünf Karten auf.
So liegen nun maximal fünf Karten da. Der Nehmer versucht jetzt, alle diese Karten zu stechen. Eine normale Karte (Fehlfarbe) kann mit einer höheren Karte der gleichen Farbe oder mit einer Trumpfkarte gestochen werden. Eine Trumpfkarte kann nur durch eine höhere Trumpfkarte gestochen werden. Die Reihenfolge der Karten ist: Sieben, Acht, Neun, Zehn, Bube, Dame, König, Ass. Der allerhöchste Trumpf ist die Karo-Dame, auch die Kaschlansche genannt.
Der Nehmer kann die Karten einzeln abstechen.
Beispiel (ohne Trumpf): Der Geber hat dem Nehmer die Karo und die Pik Acht vorgelegt. Wenn er jetzt weniger als fünf Karten auf der Hand hat, füllt er vom Stapel auf fünf Karten auf. Ein anderer Spieler hat die Herz Acht auf der Hand und legt sie zu den anderen Achten. Wenn der Nehmer die Karten Karo König, Herz Bube, Herz Ass, Kreuz Acht und Kreuz As auf der Hand hat, kann er die Kreuz Acht zu den anderen Achten dazulegen. Dann kann er die Karo Acht mit dem Karo König stechen, die Herz Acht mit dem Herz Bube und seine Kreuz Acht mit dem Kreuz Ass. Die Pik Acht kann er nicht stechen und muss sie daher aufnehmen.
Erst wenn der Nehmer alle vorgelegten Karten abgestochen hat, darf er seine Karten vom Stapel auffüllen. Dann wird er selbst zum Geber und sein linker Nachbar zum Nehmer. Musste er eine Karte aufnehmen, da er sie nicht stechen konnte, ist nicht berechtigt zu geben. Sein nachfolgender Spieler ist der nächste Geber.

### Die Endphase
So geht das weiter, und der Kartenstoß wird immer kleiner. Wenn dort keine Karten mehr liegen, wird es spannend. Denn nun werden keine Karten mehr aufgenommen, sondern man muss versuchen, alle seine Karten loszuwerden. Wem dies als letztes nicht gelingt, hat das Spiel verloren.
Wird ein Spieler während des Spiels alle seine Karten los, ist das Spiel für ihn vorbei. War er in der Rolle des Gebers, wird der Spieler vor ihm der neue Geber, und der Nehmer behält seine Rolle. War er aber der Nehmer und hat alle Karten abgestochen, wird der nächste Spieler der Nehmer, und der Geber behält seine Rolle. Im unwahrscheinlichen Fall, dass sowohl Geber als auch Nehmer alle ihre Karten loswerden, wird der Spieler nach dem Nehmer der neue Geber.